# Lustenau
Lustenau é um município da Áustria, situado no distrito de Dornbirn, no estado de Vorarlberg. Tem 22,25 km² de área e sua população em 2019 foi estimada em 23.314 habitantes.